# Liblice

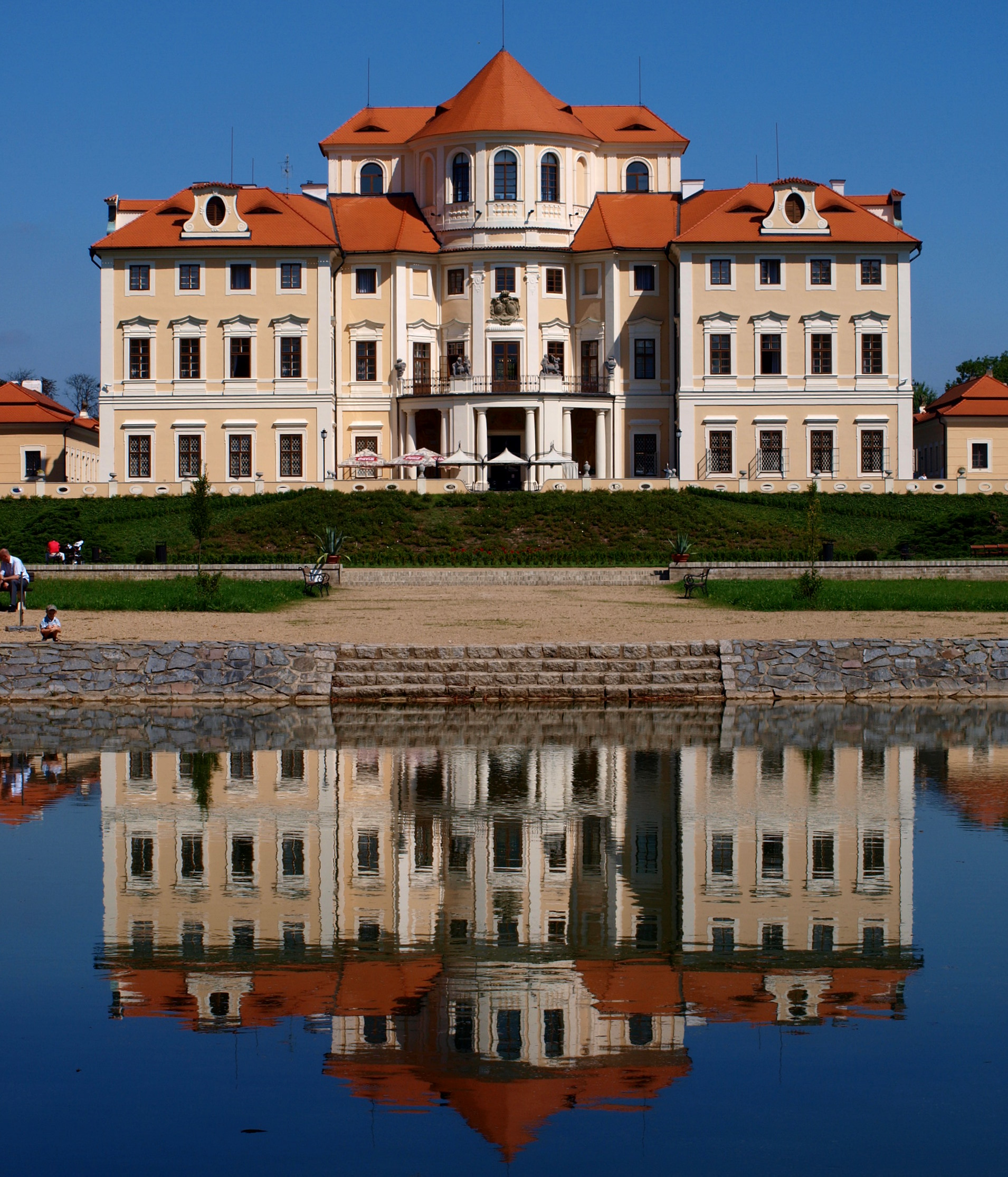
Schloss Liblice

Liblice (deutsch: Liblitz, auch Lieblitz) ist eine Gemeinde in Mittelböhmen in Tschechien. Sie liegt neun Kilometer südöstlich von Mělník, rechtsseitig des Košátecký potok.

## Geschichte
Liblice wurde erstmals 1254 mit einem „Woczlaus de Lublich“ urkundlich erwähnt. 1321 war es im Besitz der Brüder Kunat und Frycek, die die Vorfahren der späteren Herren von Liblice waren. Für das Jahr 1375 ist ein Kastell belegt. Ende des 15. Jahrhunderts war Liblice im Besitz des Johann von Liblitz, der mit Katharina Kdulinec von Ostroměř (Kdulinec z Ostroměře) verheiratet war. Deren Tochter Johanna von Liblitz (Johanka z Liblic; † 1515) brachte die Herrschaft Liblitz bei ihrer Eheschließung mit dem Oberstlandmarschall Wilhelm II. von Pernstein als Heiratsgut in die Ehe ein, der sie jedoch bald an die Herren Smiřický von Smiřice verkaufte. 1544 gelangte Liblitz an das Geschlecht der Vliněves. 1669 erwarb es der Prager Burggraf und Oberstlandrichter von Böhmen, Daniel Norbert Pachta von Reihofen. Er erbaute an der Stelle des ehemaligen Kastells ein Renaissance-Schloss. Unter Arnold Pachta von Reihofen (Arnošt Pachta z Rájova) errichtete Giovanni Battista Alliprandi nach dem Vorbild Wiener Palastbauten 1699–1706 ein neues Barockschloss. Vor der Mitte des 19. Jahrhunderts gelangte Liblitz an Friedrich von Deym. 1863 war es im Besitz der Antonie von Waldstein, die das Schloss im Stil der Neorenaissance umbauen ließ. Nach deren Tod fiel es ihrer Tochter zu, die mit einem Grafen Thun und Hohenstein verheiratet war, dessen Nachkommen 1945 durch die Tschechoslowakei enteignet wurden.

## Sehenswürdigkeiten
- Das Schloss Liblice wurde in den Jahren 1699–1706 von Giovanni Battista Alliprandi nach einem Entwurf des Johann Bernhard Fischer von Erlach im Stil des Barock erbaut[4]. Seit 1952 war es im Besitz der Tschechoslowakischen Akademie der Wissenschaften, die 1992 aufgelöst wurde. Ihre Nachfolgerin ist die Akademie der Wissenschaften der Tschechischen Republik. Im Jahre 1963 fand im Schloss, das für die Allgemeinheit nicht zugänglich war, die Kafka-Konferenz statt.[5] Nach einem Umbau zu einem Konferenzzentrum wurde 2008 wiederum eine Tagung über Leben und Wirken des Schriftstellers Franz Kafka durchgeführt.
- Die ursprünglich gotische St.-Wenzels-Kirche von 1384 wurde 1710 barockisiert und um ein Oratorium erweitert. Unter dem Hochaltar befindet sich die Gruft der Herren Pachta von Reihofen (Pachtové z Rájova)
- Grabkapelle der Grafen Thun-Hohenstein, westlich des Schlosses.

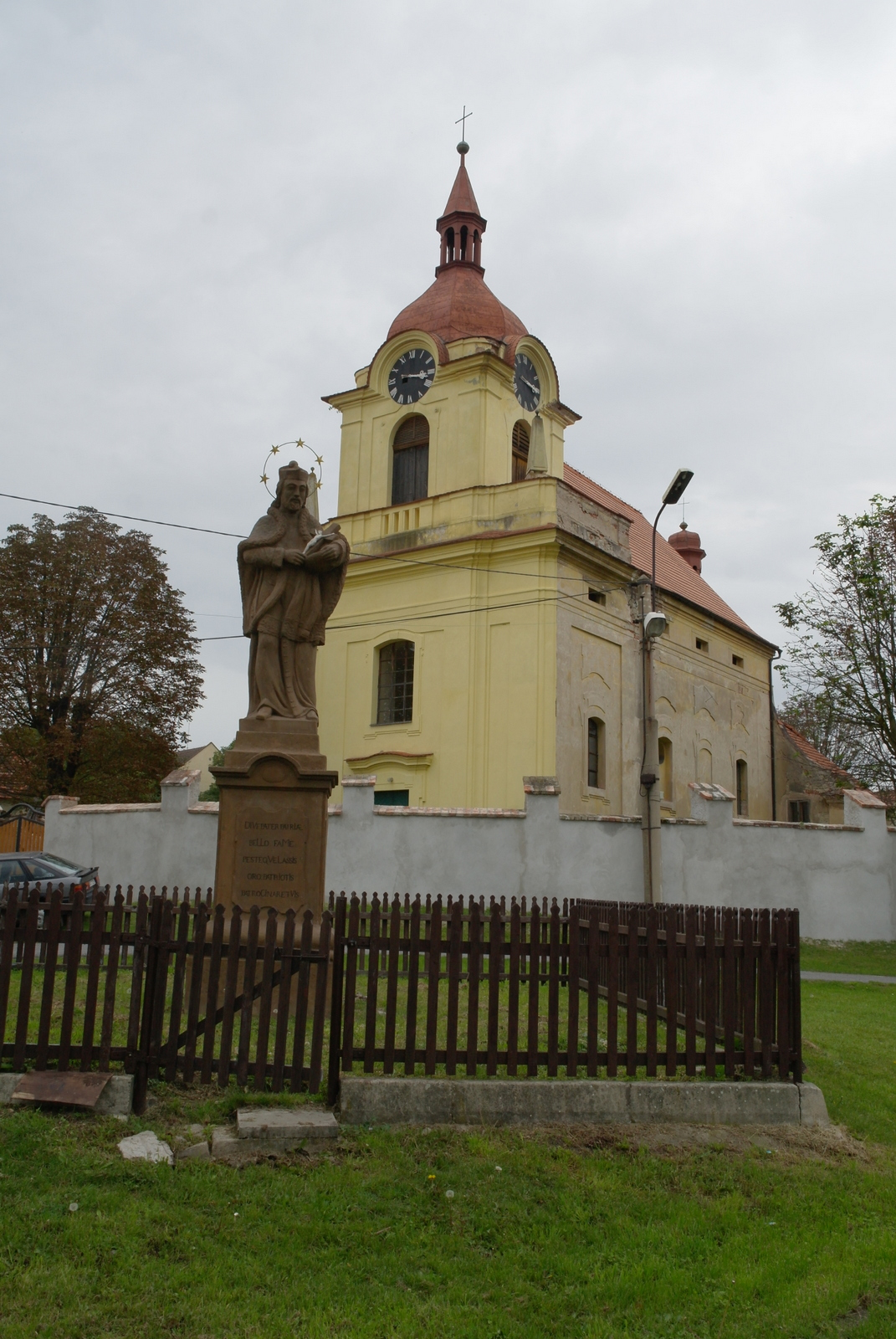
Wenzelskirche
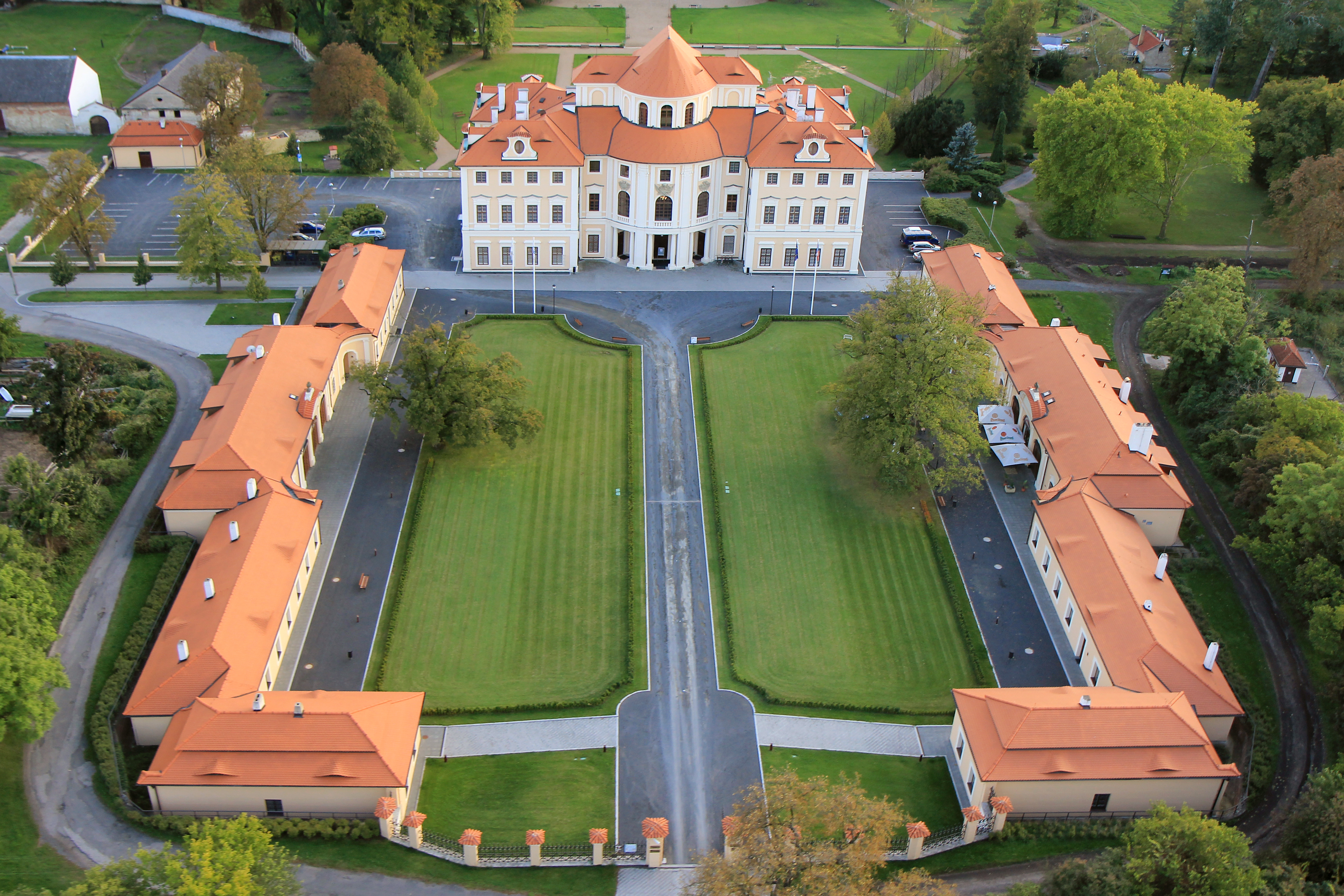
Schlossanlage
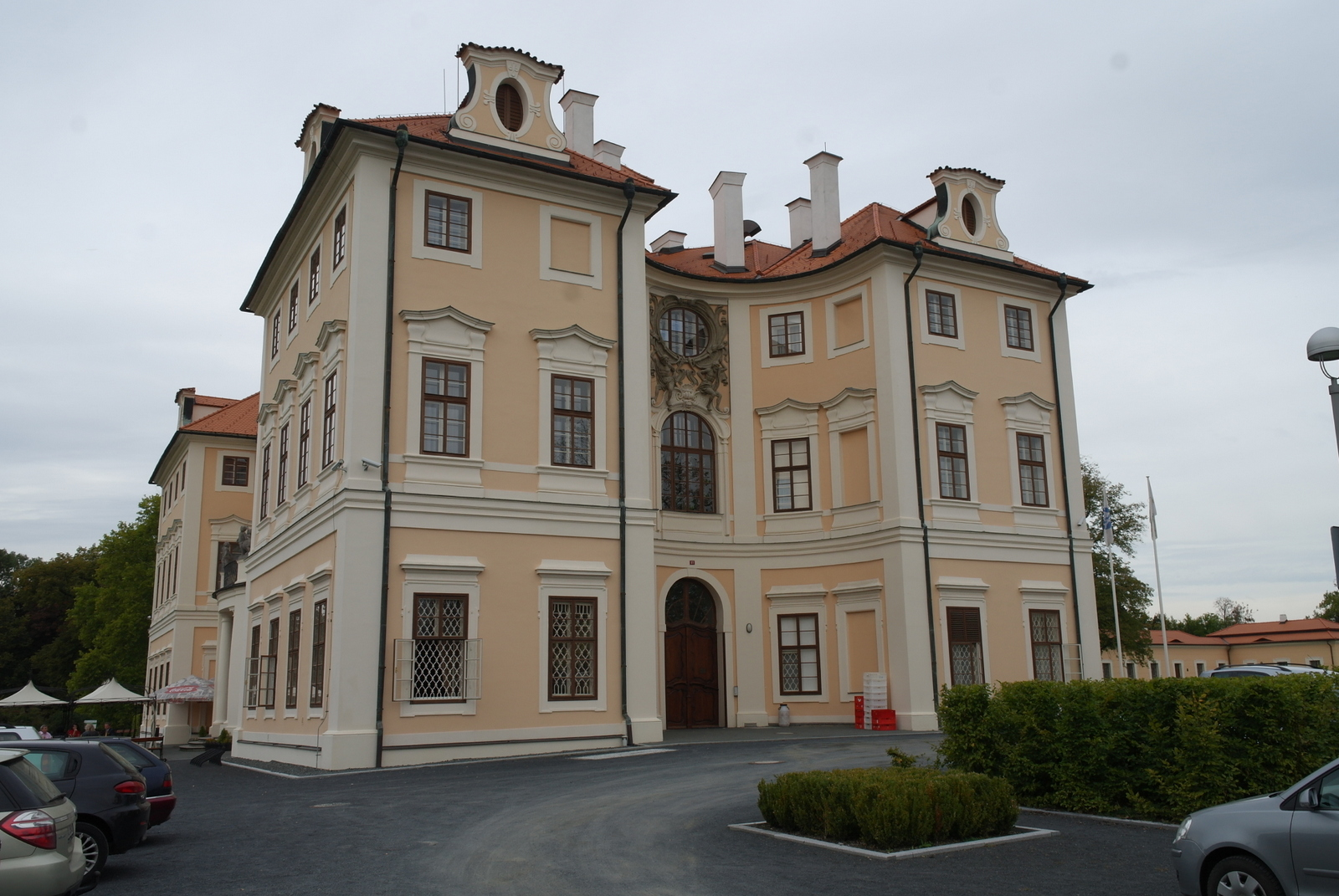
Seitenansicht des Schlosses
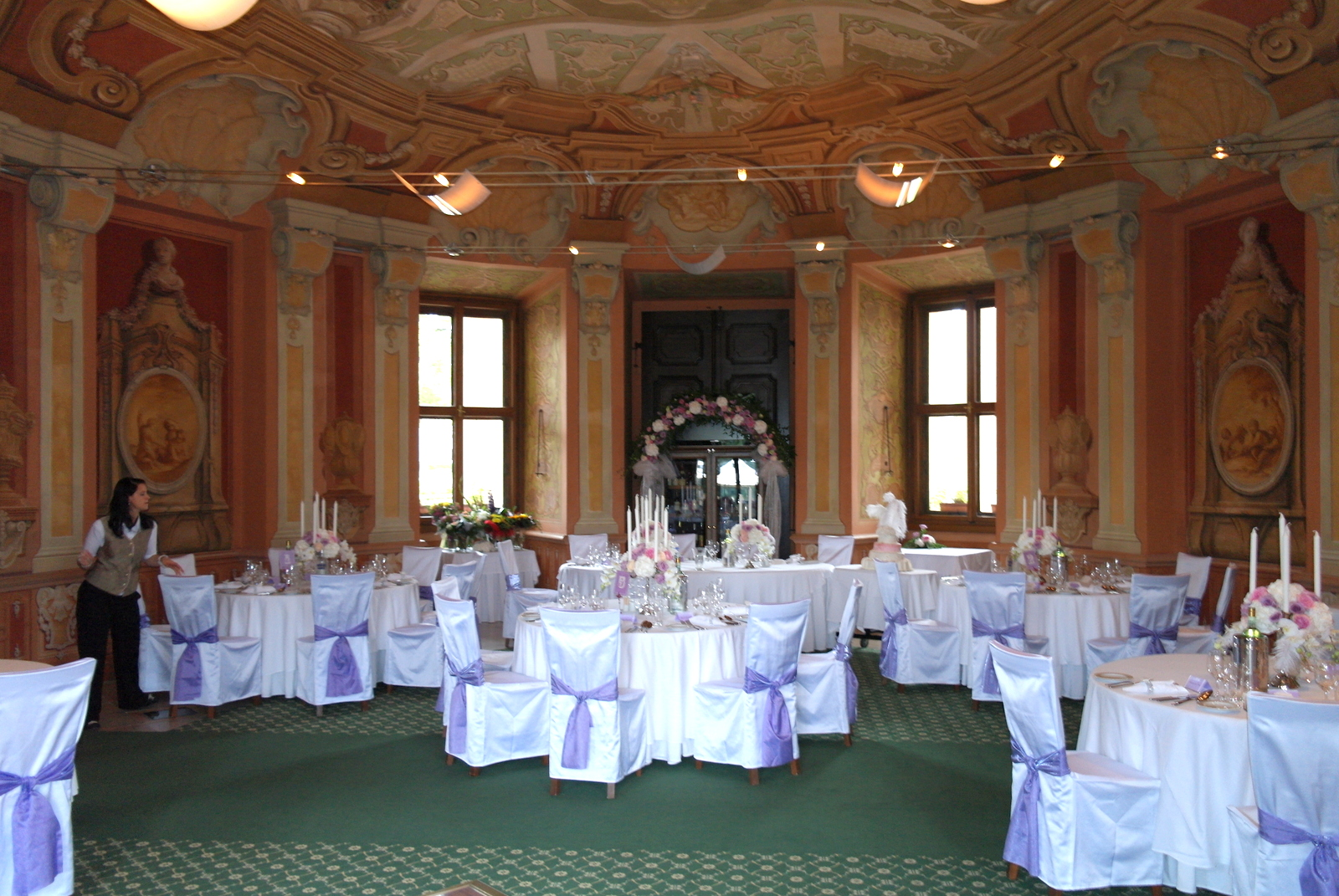
Velky Saal im Schloss
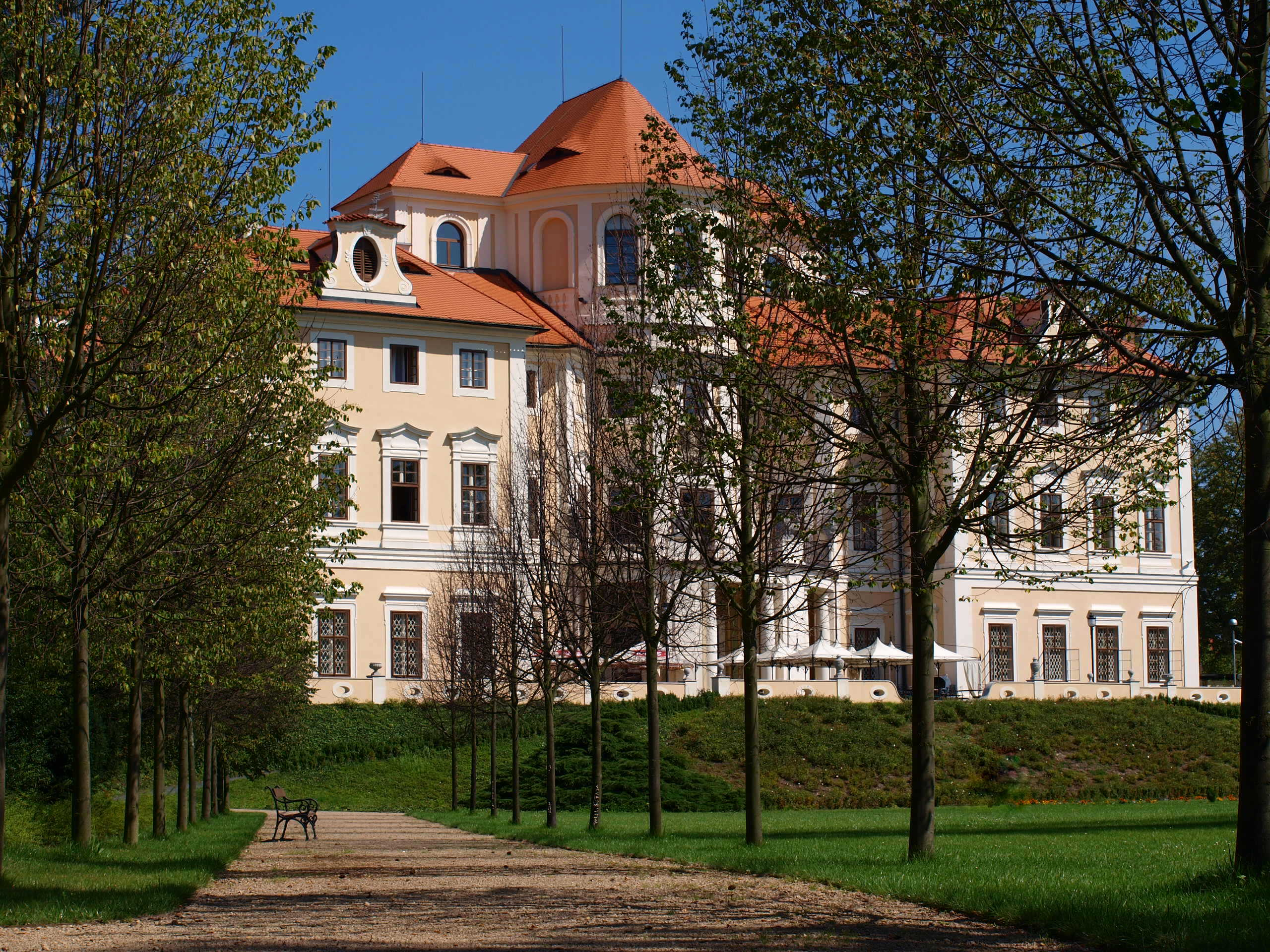
Schlossgarten

## Söhne und Töchter der Gemeinde
- Karel Hoffmeister (1868–1952), Pianist und Musikwissenschaftler